# Popular Science
Popular Science — американский научно-популярный журнал, выходящий каждые два месяца, выпускаемый с мая 1872 года. Popular Science, лауреат 58 премий и наград, выпускается на 30 языках в 45 странах мира. С 1999 года журнал представлен в интернете. С 2021 года не выходит в печатном виде и существует как интернет-издание.

## История
Журнал Popular Science Monthly был основан в мае 1872 года редактором журнала Appleton’s Journal Эдвардом Л. Юмансом с целью популяризации науки. В этом издании печатались статьи о результатах трудов таких учёных, как Дарвина, Хаксли, Пастера, Пирса, Джемса, Эдисона, Дьюи, Кеттела и других.
В 1900 году издатель журнала, компания D. Appleton & Company, вынужден продать PopSci. Новым издателем стал Джеймс Кеттел, редактор журнала с 1900 года. Однако, интерес публики продолжал падать, и в 1915 году редакция перешла к издателю журнала Scientific Monthly.
В 2004 году отмечен премией Сагана CSSP.
25 января 2007 года Time Warner продал принадлежащий ему на тот момент журнал PopSci концерну Bonnier Group. С 24 сентября 2008 года в Австралии выходит региональная версия журнала.
В 2007 году Popular Science организовал проект Popular Science Predictions EXchange (PPX) — букмекерскую платформу для ставок на предсказание новейших изобретений и технологий. Например, участники проекта могли делать ставки на дату выхода iPod touch или на дату заселения китайского города Донгтан.
5 марта 2010 года все выпуски журнала вплоть до марта 2009 года выложены в открытом доступе на сайте Google Books.